# Angophora costata
Angophora costata es un árbol común de los bosques del este de Australia conocido por varios nombres, los cuales incluyen Manzano de corteza lisa, (Smooth-barked apple), Gomero rosa, (Rose Gum), Manzano rosa (Rose Apple) o Gomero rojo de Sídney (Sydney Red Gum).

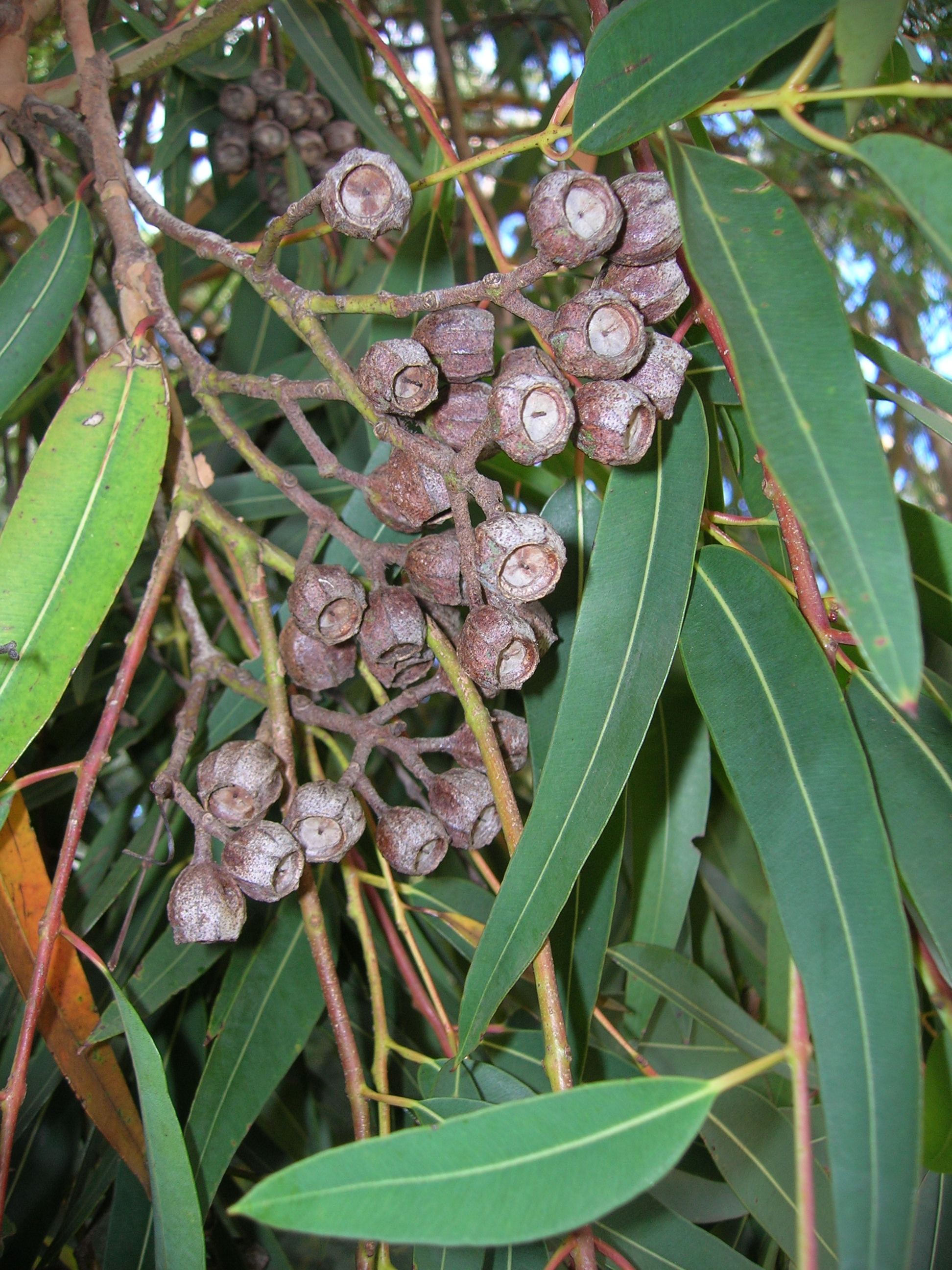

## Características
Crece primordialmente en suelos de arenisca, usualmente en promontorios, mesetas y otras áreas elevadas. A. costata difiere de la mayoría de los árboles llamados gomeros en  que no es un Eucalyptus, sino más bien un género muy relacionado. A. costata  es un árbol grande, amplio, bastante extendido que crece a una altura entre 15 y 25 m. El tronco es con frecuencia nudoso y torcido de un color rosa a gris pálido, a veces con algunas manchas de color mohoso. La madera es quebradiza y las ramas tienden a caerse rápidamente. En la naturaleza los pies de tales ramas forman protuberancias callosas en el tronco y acentúan la apariencia nudosa. La corteza vieja se muda en primavera en grandes escamas cambiando el color rosa salmón a gris pálido antes de la próxima muda.
Más recientemente, un estudio genético ha sido publicado mostrando a Angophora  más estrechamente relacionado con Eucalyptus que Corymbia, y el nombre Eucalyptus apocynifolia ha sido propuesto para la especie si se le colocara en el género Eucalyptus.

## Descripción
Angophora costata crece como un árbol grande (sin embargo con frecuencia está atrofiado o similar al mallee) y está caracterizado por un distintivo tono naranja o rosa en el tronco cuando la corteza ha sido recién mudada. El color se apaga con el tiempo y es más un tono grisáceo atenuado en invierno. Flores blancas se producen en verano.

## Cultivo
Por su tamaño es muy conveniente para los grandes jardines.

## Sinonimia
- Metrosideros costata Gaertn. (1788).
- Angophora lanceolata Cav. (1797), nom. illeg.
- Melaleuca costata (Gaertn.) Raeusch. (1797).
- Metrosideros lanceolata Pers. (1806), nom. illeg.
- Metrosideros apocynifolia Salisb. (1796).
- Angophora lanceolata var. hispida A.Cunn. ex A.Gray (1854).
- Eucalyptus apocynifolia (Salisb.) Brooker (2000).[1]